# 拉贝热芒莱索克索讷
拉贝热芒-莱索克索讷（法語：Labergement-lès-Auxonne，法語發音：[labɛʁʒəmɑ̃ lɛ.z‿oksɔn]，意为“欧克索讷附近的拉贝热芒”）是法国科多尔省的一个市镇，属于第戎区。

## 地理
拉贝热芒-莱索克索讷（47°9'29"N, 5°22'51"E）面积5.93 平方千米，位于法国勃艮第-弗朗什-孔泰大區科多尔省，该省份为法国中东部省份，北起奥布省，西接涅夫勒省和约讷省，南至索恩-卢瓦尔省，东南接汝拉省，东临上索恩省，东北部与上马恩省接壤。
与拉贝热芒-莱索克索讷接壤的市镇（或旧市镇、城区）包括：欧克索讷、弗拉热莱索克索讷、维莱罗坦、莱马伊。
拉贝热芒-莱索克索讷的时区为UTC+01:00、UTC+02:00（夏令时）。

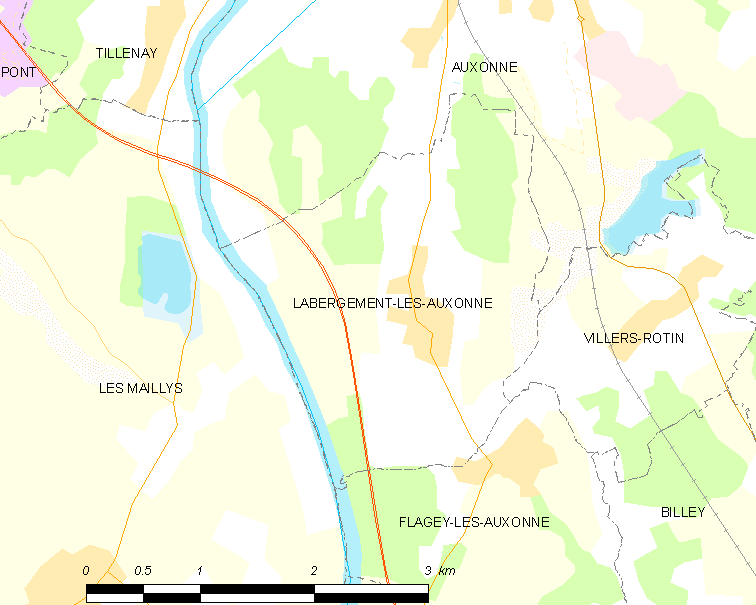
拉贝热芒-莱索克索讷的OSM定位图

## 行政
拉贝热芒-莱索克索讷的邮政编码为21130，INSEE市镇编码为21331。

## 政治
拉贝热芒-莱索克索讷所属的省级选区为欧克索讷县。

## 人口

1962-2008年间拉贝热芒-莱索克索讷人口变化图示

拉贝热芒-莱索克索讷于2022年1月1日时的人口数量为344人。